# サンディエゴ・トロリー
サンディエゴ・トロリー（San Diego Trolley）は、アメリカ合衆国カリフォルニア州サンディエゴで運行するライトレールおよび同路線を運営する事業者（San Diego Trolley Inc.、SDTI）。サンディエゴの交通機関を管理するサンディエゴ都市交通システム（MTS）を親会社に持ち「アメリカ合衆国初のライトレール」として1981年に開通した。2019年現在は動態保存路線（Vintage Trolley）も含め4系統が存在する。

## 歴史

### 開業までの経緯
アメリカ西海岸を代表する大都市のサンディエゴには、かつて1886年に開通した馬車鉄道をルーツに持つサンディエゴ電鉄が運営する路面電車が存在していたが、モータリーゼーションの進展により1949年4月24日をもって廃止された。その後のサンディエゴの公共交通は路線バスが担っていたが、都市のスプロール化や金融危機により、公共交通の存続自体が難しい状況となっていた。
そのような中で、サンディエゴ郡とそこに属する都市の政府間機関である総合計画機構（Comprehensive Planning Organization、CPO）は、郊外への輸送に適した新たな交通機関の模索を1966年から始めた。特にサンディエゴ出身のカリフォルニア州上院議員であったジェームズ・R・ミルズは兼ねてより自動車社会に疑問を抱いており、1975年にサンディエゴに充てられたハイウェイ基金のうち1％を公共交通の改善に用いる法案を制定させた。そして、地下鉄や高架鉄道、高速バス等様々な案が出された結果、技術や建設費用の面からライトレールを建設する事となった。建設に際しては、1976年にサンディエゴに上陸したハリケーン・"キャスリーン"によって甚大な被害を受けたサザン・パシフィック鉄道の貨物線を用いる事で建設費用の削減に成功した。
そして1980年にライトレールの運営事業者である"サンディエゴ・トロリー"（San Diego Trolley, Inc.）が発足し、翌1981年7月19日に最初の試運転が実施された後、1981年7月26日午前5時2分に発車した一番列車から、2019年現在の"ブルーライン"（Blue Line）にあたる路線の運行が始まった。開業時の車両数は14両、運転間隔は20分であった。

### 開業後
計画当時、前時代的という風潮が強かった路面電車（ライトレール）建設に対する反対意見は多かったが、開業初年度の利用客は1日10,000人を記録し、翌1982年に車両の追加導入が行われる程の盛況を記録した。更に開業3年目の1983年には運転間隔が15分となり、1日の利用客も14,000人に増えた。そして1984年からは現在の"オレンジライン"（Orange Line）にあたる路線の建設が始まり、1986年5月23日に最初の路線が開通した後、1989年にも再度路線延長が実施された。同年の時点で1日の平均利用客数は48,000人を記録し、1990年には更に71,790人となった。以降も1995年、1996年、1997年、2005年にも延伸が行われ、特に2005年に開通した"グリーンライン"（Green Line）はサンディエゴ・トロリー初の地下路線となった。2012年にも再度路線延伸が実施され、サンディエゴ・トロリーの全系統がサンディエゴのダウンタウンを経由するようになっている。
一方、2011年からは歴史的な路面電車車両を用いた動態保存系統である"シルバーライン"（Silver Line）がダウンタウンに開業しており、2019年現在サンディエゴ・トロリーは4系統の路線を運行している。
ライトレール開業に尽力し、1988年から1994年までサンディエゴ・トロリーの親会社であるMTSの議長を務めたジェームズ・R・ミルズの名は、サンディエゴ・トロリーの本社機能も有するMTSの本社ビルに冠されている。
2021年11月21日、ブルーラインの延伸区間としてカリフォルニア大学サンディエゴ校やUCサンディエゴ・ヘルス、商業施設のウェストフィールドUTCと接続する"ミッドコースト・トロリー"（Mid-Coast Trolley）と呼ばれる路線が開業した。

### 計画路線
サンディエゴ政府協会（San Diego Association of Governments、SANDAG）が2011年に発表した2050年に向けた交通計画には、ミッドコースト・トロリーに加え、サンディエゴ周辺への大規模なライトレール路線の増設やサンディエゴ中心部のストリートカー（Streetcar）の建設計画が含まれている。

## 運行

### 系統
2021年現在、サンディエゴ・トロリーは都心と郊外を結ぶ3系統のライトレールと、ダウンタウンを一周する保存路線1系統によって運行されている。一部の系統はネーミングライツ制度を導入しており、オレンジラインを除いた系統は30年間の命名権を獲得した事業者の名前が冠されている。
| 系統名         | 開業年 | 起点                                         | 終点                                          | 駅数 | 備考                                 |
| -------------- | ------ | -------------------------------------------- | --------------------------------------------- | ---- | ------------------------------------ |
| ブルーライン   | 1981年 | UTCトランジットセンター (UTC Transit Center) | サンイシドロ (San Ysidro)                     | 32駅 | 毎日運行                             |
| オレンジライン | 1986年 | 裁判所 (Courthouse)                          | アーレネアベニュー (Arnele Avenue)            | 19駅 | 毎日運行                             |
| グリーンライン | 2005年 | 12番通り＆インペリアル (12th & Imperial)     | サンティータウンセンター (Santee Town Center) | 27駅 | 毎日運行                             |
| シルバーライン | 2011年 | 12番通り＆インペリアル (12th & Imperial)     | 12番通り＆インペリアル                        | 9駅  | 環状系統(時計回り) 金曜-日曜日に運転 |

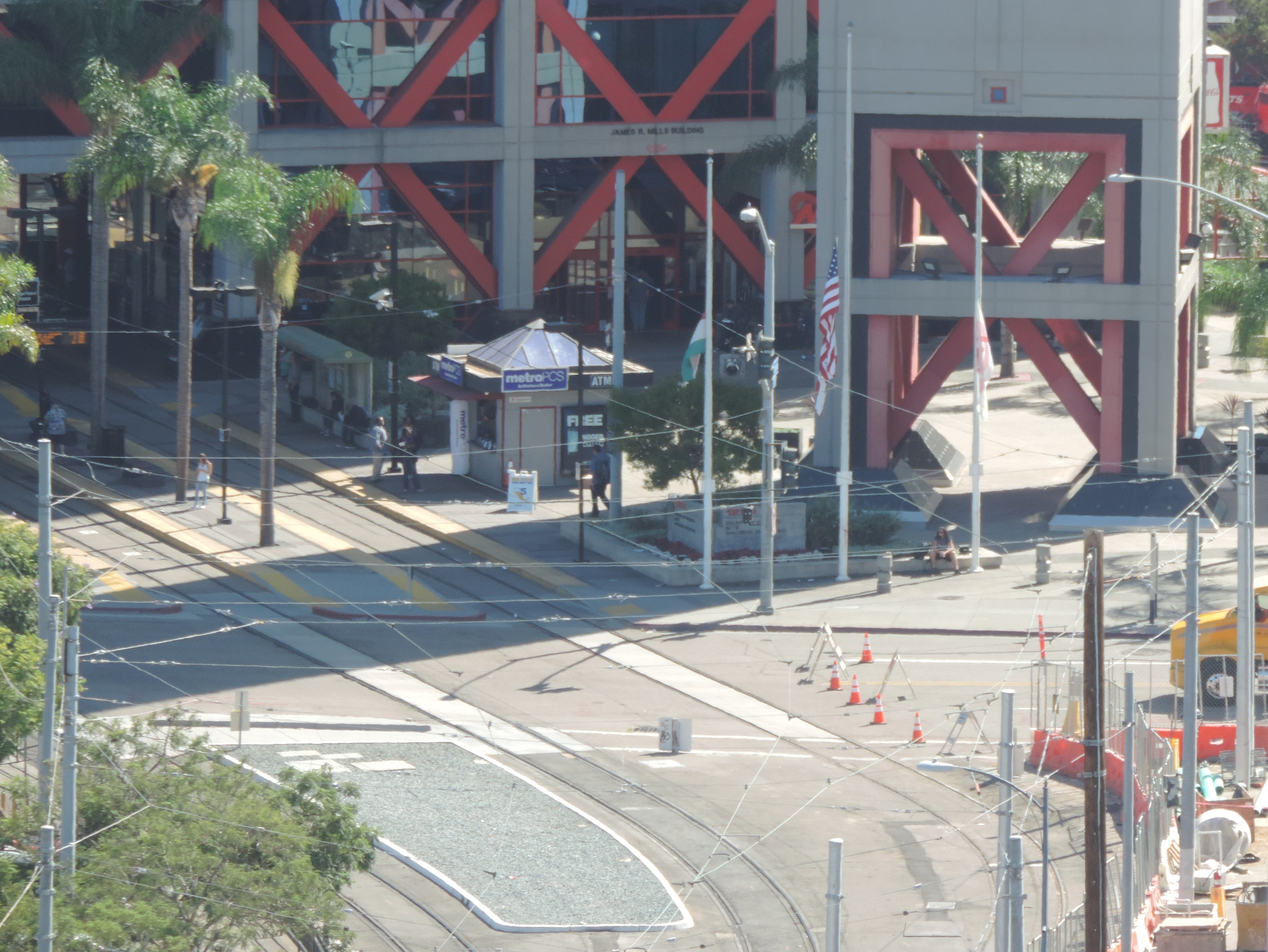
全系統が停車する12番通り＆インペリアル駅（12th & Imperial Transit Center）
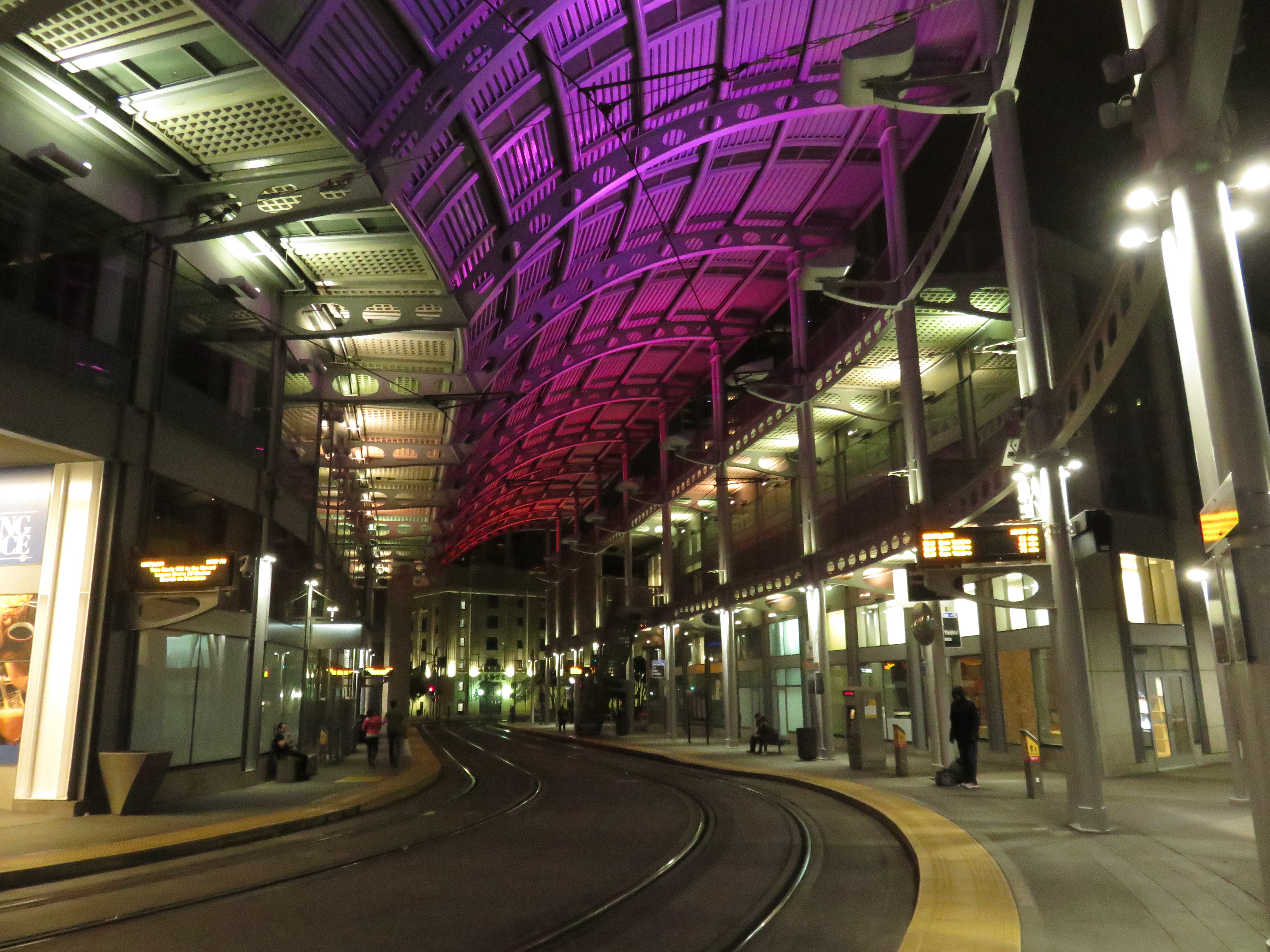
ブルーラインが発着するアメリカプラザ駅（America Plaza station）
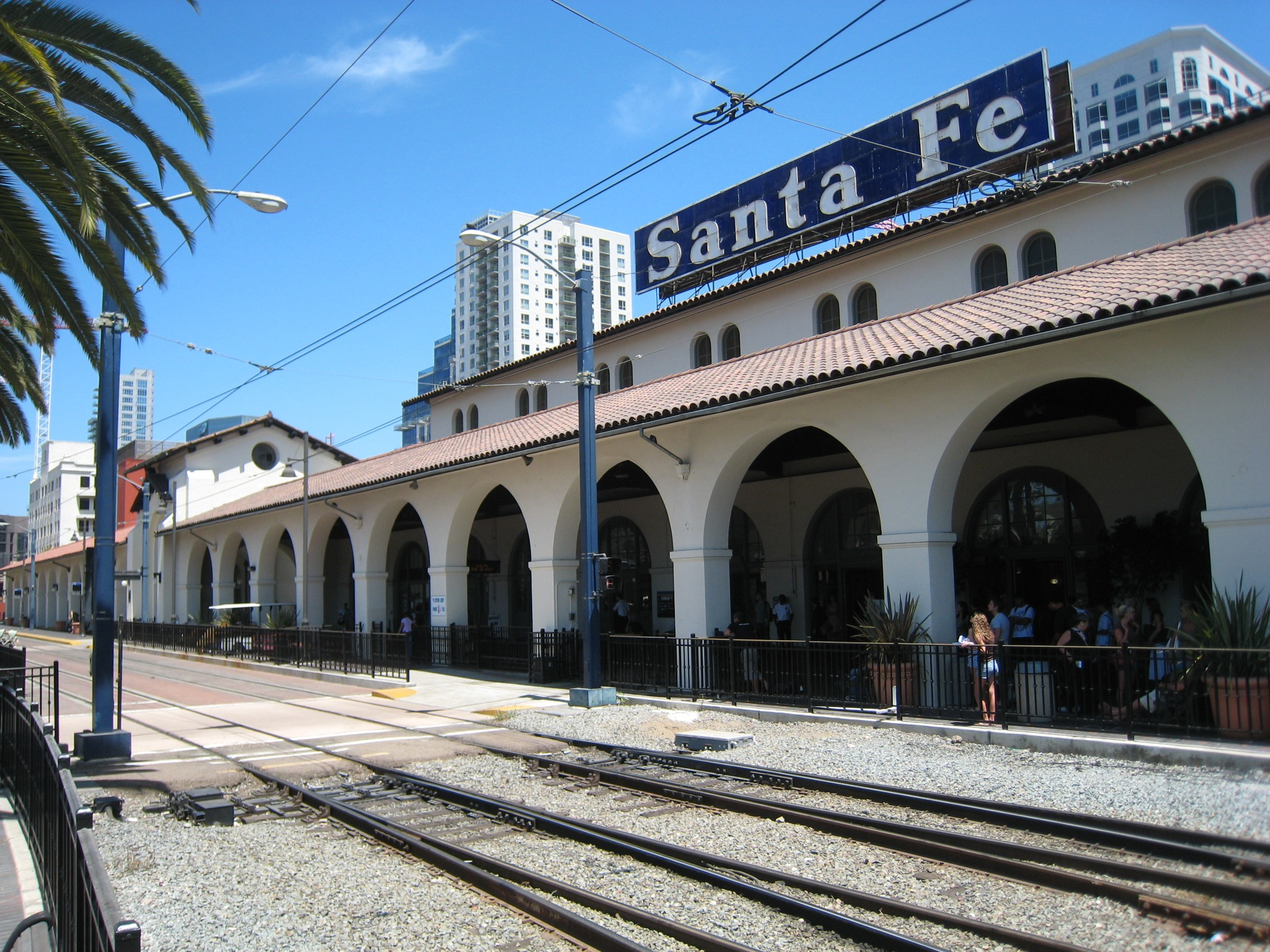
各通勤鉄道と接続するサンタフェ駅は1915年からの長い歴史を持つ駅である
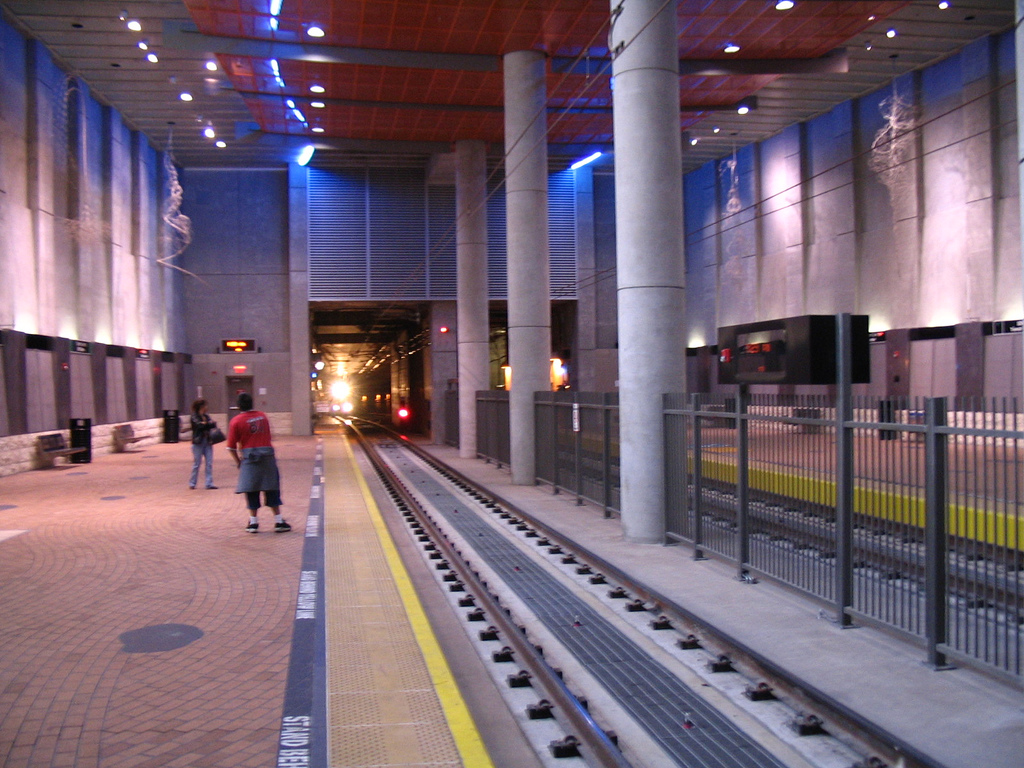
サンディエゴ・トロリー唯一の地下駅であるサンディエゴ州立大学駅（San Diego State University Transit Center）

### 運賃
サンディエゴ・トロリーは開業当初から信用乗車方式を取り入れており、各駅の窓口や自動券売機から乗車券を事前に購入した上で乗車する形となっている。車内では検札員による抜き打ち検査も実施されており、乗車券を有していない乗客には多額の罰金が課せられる。2019年9月1日の改定以降、基本料金は2.5ドル、65歳以上の高齢者や病人、障害者、6歳 - 18歳までの未成年が1.25ドルとなっている他、5歳以下の子供は2人まで無料で同伴可能である。乗車券は2時間有効となる通常のものに加え、1日券、30日間有効となる定期券などが発行されている。
また、サンディエゴ・トロリーは非接触式ICカードである"コンパスカード"（Compass Card）に対応しており、使用時の料金は2ドルとなる。

## 車両
2019年現在、サンディエゴ・トロリーに在籍する形式は以下の通りである。シルバーラインで使用されているPCCカーを除いてシーメンスで製造された車両が継続して導入されている。

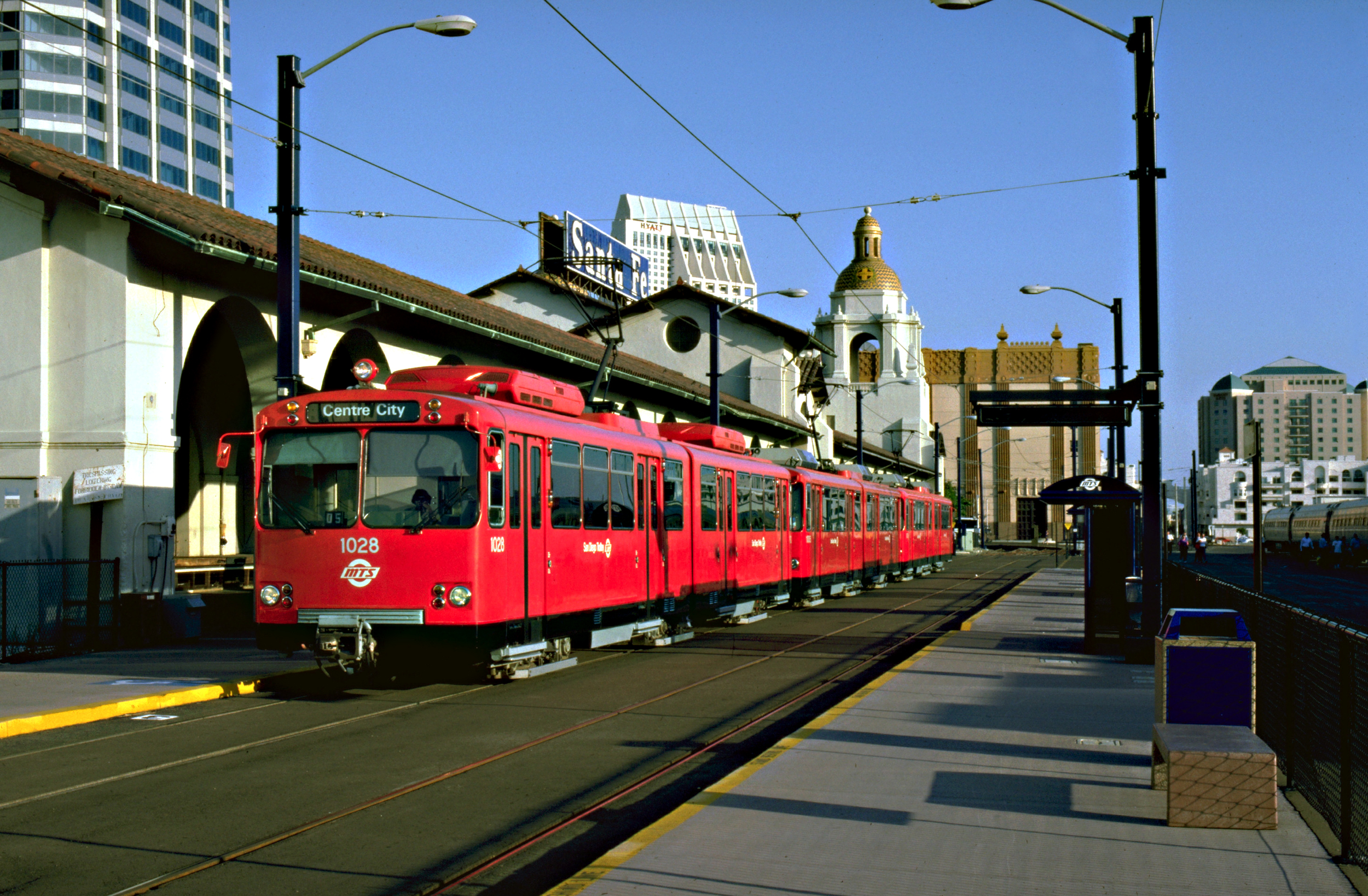
1000形（1001-1071） 開業時に導入された電車。4000形導入に伴い2015年までにライトレール区間から引退し、2019年現在は1両がシルバーラインに在籍する[12][18][22][23]。
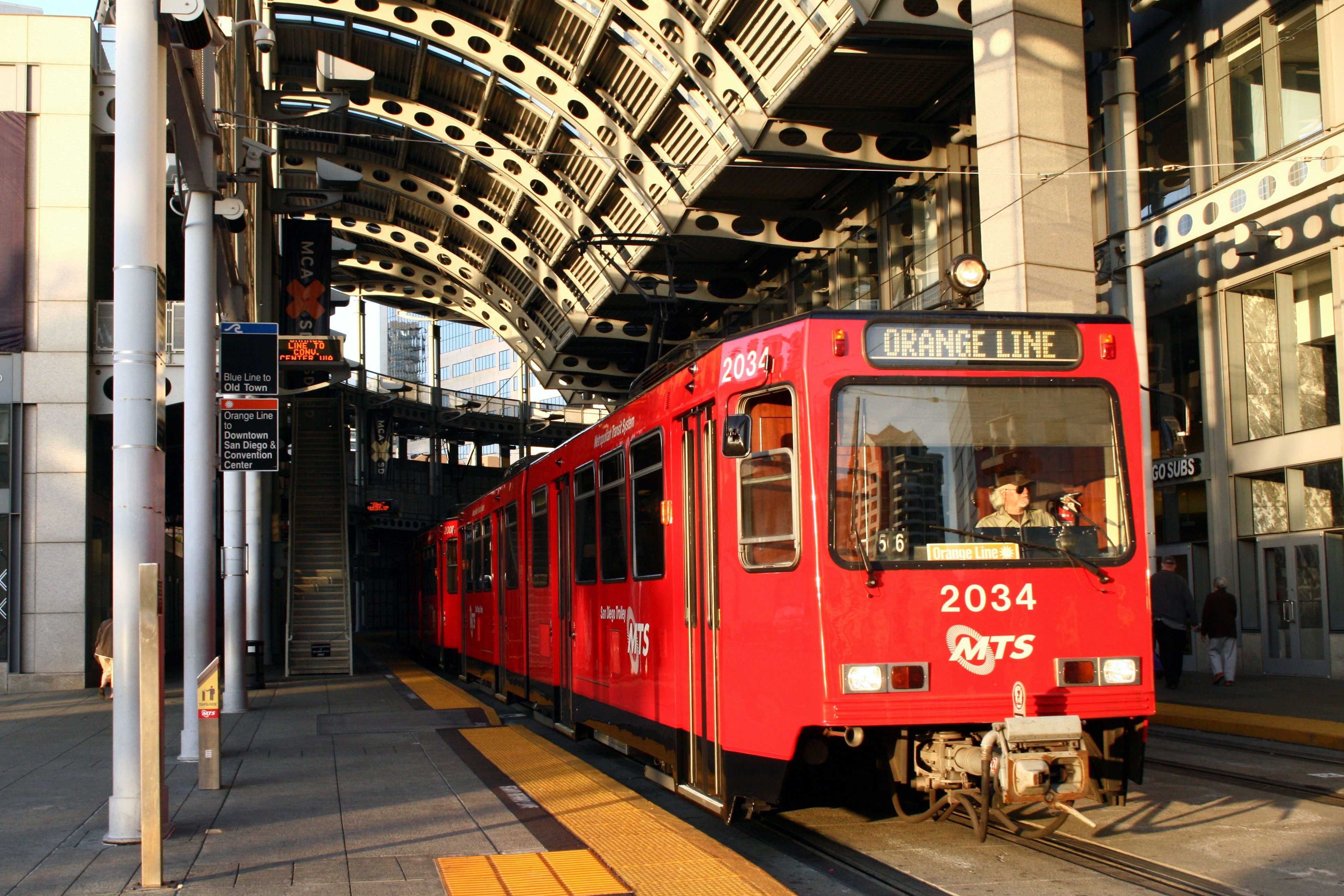
2000形（2001-2052） 1993年から1996年にかけて製造された車両。1000形と同様の2車体連接車で、2021年までに5000形に置き換えられる予定となっている[12][5][24]。
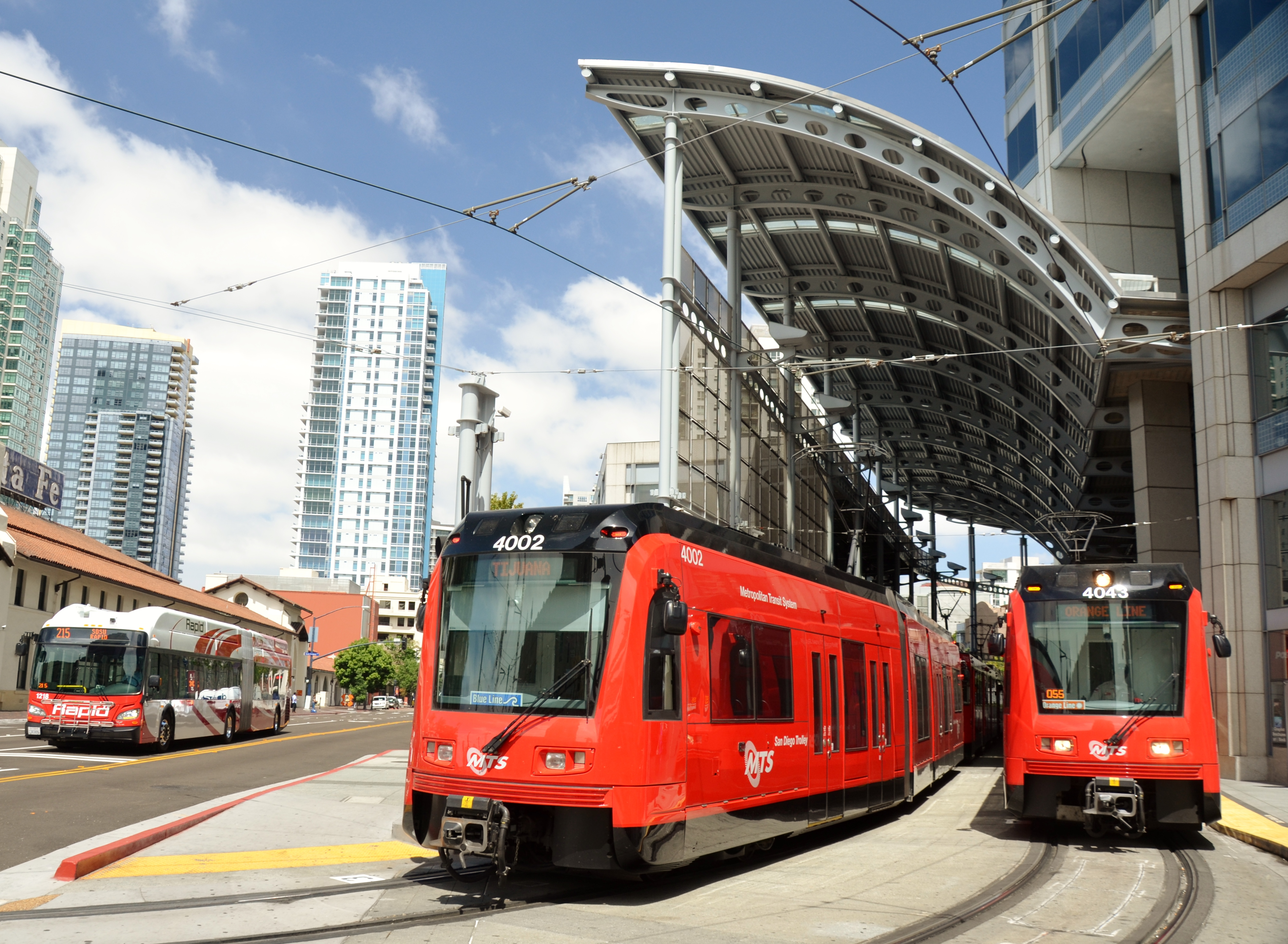
3000形（3001-3011） 4000形（4001-4056） 5000形（5001-） 2004年から導入が開始された超低床電車。2009年以降に製造された4000形・5000形は車体長を縮め、従来の車両との共用を可能としている[12][5][21]。
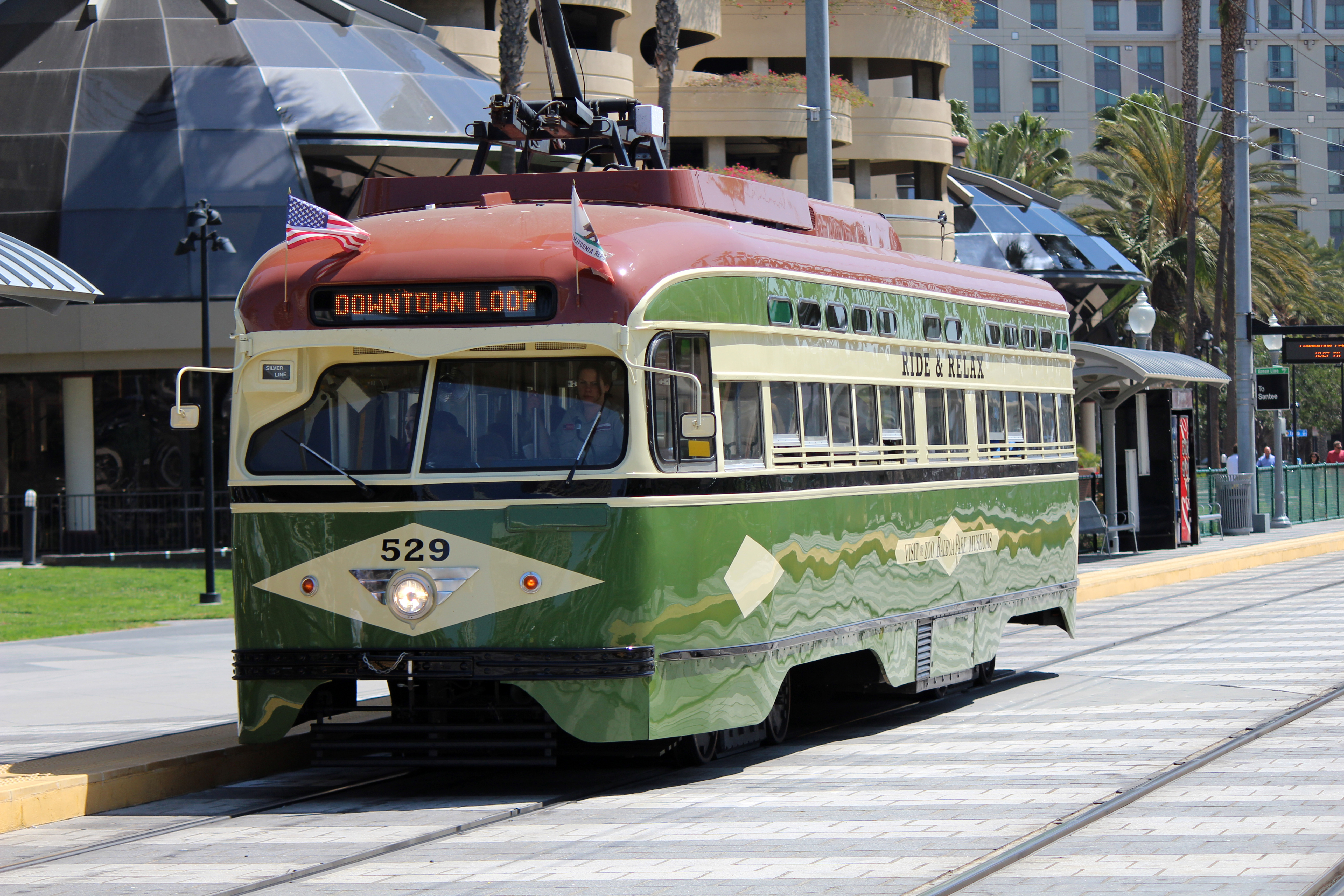
PCCカー（529、530） シルバーラインで使用される路面電車車両。1940年代に製造された他都市の車両が譲渡されている[7][25]。